# Orchestre symphonique de Pékin
L'Orchestre symphonique de Pékin (北京交响乐团 en chinois), est un orchestre symphonique chinois fondé en octobre 1977 à Pékin et dirigé par Tan Lihua.
L'orchestre a donné des représentations dans plusieurs pays, notamment en Asie et en Europe. Il a travaillé avec des artistes réputés, comme Lang Lang et Sarah Chang. Il a réalisé deux CD parus chez EMI Records.

## Annexe